# یاکوب شیمانسکی
یاکوب شیمانسکی (لهستانی: Jakub Szymański؛ زادهٔ ۲۵ مارس ۱۹۹۸) بازیکن والیبال اهل لهستان است.